# Jacky Chu
Jacky Chu Fan Gang (cinese tradizionale: 祝釩剛; cinese semplificato: 祝钒刚; pinyin: Zhu Fan Gang; Vancouver, 22 agosto 1979) è un cantante e attore taiwanese, ex-membro del gruppo musicale taiwanese 183 Club.

## Carriera musicale
Chu ha avuto l'opportunità di entrare nel mondo dello spettacolo partecipando alle audizioni, tenutesi a Vancouver nel 1998, del New Talent Singing Awards, vincendo la prima fase ed approdando alle finali internazionali. Qui è finito al secondo posto, ma dopo aver concluso gli studi, è tornato a Taiwan, suo paese d'origine, per perseguire l'agognata carriera canora. In patria ricevette un contratto con la major Universal Music Taiwan, pubblicando nel 2002 il suo unico album solista Telling (告解). Le vendite dell'album non andarono bene come sperato, e l'etichetta discografica recise il contratto. Una nuova occasione fu data a Chu nel 2005, quando fu unito al quintetto canoro 183 Club, sotto la major Warner Music Taiwan.

## Allontanamento dagli 183 Club
Il 9 giugno 2007, è stato riportato l'allontanamento di Jacky Wu dal gruppo 183 Club, a causa del suo comportamento troppo libertino che rischiava di rovinare l'immagine pubblica del gruppo. Il manager della boy band, De-Rung Sun (孫德榮), si è espresso in questi termini: "I 183 Club sono un gruppo, non appartengono ad una persona unica. Non ci sono precedenti di casi di persone allontanate da un gruppo musicale nell'industria dell'intrattenimento taiwanese, ma personalmente penso che limitare semplicemente la sua mole di lavoro non sia abbastanza. Con ciò, ho sbattuto Jacky Chu direttamente fuori dai 183 Club".

## Discografia solista
- 告解 (Novembre 2002)

## Filmografia

### Serie televisive
- TTV/SETTV: Ai qing mo fa shi (The Magicians of Love) (2006)
- TTV: The Prince Who Turns Into a Frog (2005)
- Sheng Kong Gao Fei 升空高飛 (2004)
- CTS/SETTV: La robe de Mariages des cieux (2004)